# بورنشتدت (بورده)
بورنشتدت (به آلمانی: Bornstedt) یک منطقهٔ مسکونی در آلمان است که در Hohe Börde واقع شده‌است. بورنشتدت ۴۵۲ نفر جمعیت دارد.